# 拉姆斯蓋特
拉姆斯蓋特（英語：Ramsgate）是位於英格蘭肯特郡的一個海濱小鎮。在19世紀時期，拉姆斯蓋特是英格蘭最著名的海濱城市之一。2001年，拉姆斯蓋特的人口有約40,000人。

## 友好城市
- 法國 孔夫朗-圣奥诺里娜